# Titiribí

Bandeira de Titiribí.

Localisação de Titiribí, no departamento de Antioquia.

Titiribí é uma cidade e município da Colômbia, no departamento de Antioquia. Sua área municipal é de 142 quilômetros quadrados, com um território montanhoso correspondente à Cordilheira Central dos Andes, e irrigado pelos rios Cauca e Amagá.